# 中山雄希
中山 雄希（なかやま ゆうき、1994年10月16日 - ）は、埼玉県出身のプロサッカー選手。ポジションは、フォワード（FW）。九州サッカーリーグ・ヴェロスクロノス都農所属。

## 来歴
読売クラブ（現東京ヴェルディ）でサッカー選手だった父親の影響でサッカーを始めた。中学校からは、柏レイソルU-15に所属したが1年で退団し、FC KASUKABEへ移った。
高校時代は大宮アルディージャユースでプレー。高校3年次の2012年4月、スロバキア遠征のU-18日本代表に選出され、U-18ウクライナ代表戦で2得点を挙げた。高校卒業後は、父親がOBである早稲田大学へ進学した。
2017年より、横浜FCへ加入した。2018年8月7日、鹿児島ユナイテッドFCへの期限付き移籍が発表された。レンタル移籍後、J3で11試合に出場し、1ゴールを挙げた。
同年12月7日、レンタル元の横浜FC及び鹿児島ユナイテッド双方より、契約を更新しないことが発表された。同年12月12日、フクダ電子アリーナで行われたJリーグ合同トライアウトに出場した。
2019年1月9日、アスルクラロ沼津に加入。2020年12月14日、沼津との契約解除が発表された。
2020年12月31日、SC相模原に加入。
2022年1月7日、ギラヴァンツ北九州への完全移籍が発表された。2023年シーズン終了後、契約満了により北九州を退団。
2024年、ヴェロスクロノス都農に加入。

## 所属クラブ
- 2000年 - 2006年 浦和駒場サッカー少年団（さいたま市立川通小学校）
- 2007年 柏レイソルU-15（さいたま市立川通中学校）
- 2008年 - 2009年 FC KASUKABE（さいたま市立川通中学校）
- 2010年 - 2012年 大宮アルディージャユース（武南高等学校）
- 2013年 - 2016年 早稲田大学
- 2017年 - 2018年  横浜FC
  - 2018年8月 - 同年12月  鹿児島ユナイテッドFC
- 2019年 - 2020年  アスルクラロ沼津
- 2021年  SC相模原
- 2022年 - 2023年  ギラヴァンツ北九州
- 2024年 -  ヴェロスクロノス都農

## 個人成績
| 国内大会個人成績 | 国内大会個人成績 | 国内大会個人成績 | 国内大会個人成績 | 国内大会個人成績 | 国内大会個人成績 | 国内大会個人成績 | 国内大会個人成績 | 国内大会個人成績 | 国内大会個人成績 | 国内大会個人成績 | 国内大会個人成績 |
| 年度             | クラブ           | 背番号           | リーグ           | リーグ戦         | リーグ戦         | リーグ杯         | リーグ杯         | オープン杯       | オープン杯       | 期間通算         | 期間通算         |
| 年度             | クラブ           | 背番号           | リーグ           | 出場             | 得点             | 出場             | 得点             | 出場             | 得点             | 出場             | 得点             |
| 日本             | 日本             | 日本             | 日本             | リーグ戦         | リーグ戦         | リーグ杯         | リーグ杯         | 天皇杯           | 天皇杯           | 期間通算         | 期間通算         |
| ---------------- | ---------------- | ---------------- | ---------------- | ---------------- | ---------------- | ---------------- | ---------------- | ---------------- | ---------------- | ---------------- | ---------------- |
| 2016             | 早大             | 9                | -                | -                | -                | -                | -                | 1                | 0                | 1                | 0                |
| 2017             | 横浜FC           | 15               | J2               | 12               | 0                | -                | -                | 1                | 0                | 13               | 0                |
| 2018             | 横浜FC           | 15               | J2               | 1                | 0                | -                | -                | 2                | 0                | 3                | 0                |
| 2018             | 鹿児島           | 20               | J3               | 11               | 1                | -                | -                | 0                | 0                | 11               | 1                |
| 2019             | 沼津             | 14               | J3               | 10               | 1                | -                | -                | -                | -                | 10               | 1                |
| 2020             | 沼津             | 14               | J3               | 25               | 0                | -                | -                | -                | -                | 25               | 0                |
| 2021             | 相模原           | 22               | J2               | 15               | 1                | -                | -                | 3                | 2                | 18               | 3                |
| 2022             | 北九州           | 18               | J3               | 29               | 3                | -                | -                | 1                | 1                | 30               | 4                |
| 2023             | 北九州           | 18               | J3               | 32               | 2                | -                | -                | 2                | 0                | 34               | 2                |
| 2024             | 都農             | 28               | 九州             |                  |                  | -                | -                |                  |                  |                  |                  |
| 通算             | 日本             | 日本             | J2               | 28               | 1                | -                | -                | 6                | 2                | 34               | 3                |
| 通算             | 日本             | 日本             | J3               | 107              | 7                | -                | -                | 3                | 1                | 110              | 8                |
| 通算             | 日本             | 日本             | 九州             |                  |                  | -                | -                |                  |                  |                  |                  |
| 通算             | 日本             | 日本             | 他               | -                | -                | -                | -                | 1                | 0                | 1                | 0                |
| 総通算           | 総通算           | 総通算           | 総通算           | 135              | 8                | -                | -                | 10               | 3                | 145              | 11               |

## 代表歴
- 2011年 U-17日本代表候補[14]
- 2012年 U-18日本代表